# Władimir Geworkian
Władimir Mkrtychowicz Geworkian, ros. Владимир Мкртычович Геворкян (ur. 28 maja 1952 w Asztaraku, zm. 13 kwietnia 2008 w Moskwie) – radziecki pilot, inżynier i kosmonauta armeńskiego pochodzenia.
W 1975 ukończył Technikum im. Baumana w Moskwie. Pracował jako inżynier w NPO Salut (OKB Czełomiej). Wybrany 1 grudnia 1978 na kosmonautę w ramach grupy CKBM-3. Grupę opuścił 8 kwietnia 1987. Od 1991 był dyrektorem generalnym Terra Science Corp.
Zmarł na nowotwór mózgu w 2008 roku. Miał żonę i jedno dziecko. Pochowany w Moskwie.